# Бертрамбоа
Бертрамбоа (фр. Bertrambois) насеље је и општина у североисточној Француској у региону Лорена, у департману Мерт и Мозел која припада префектури Линевил.
По подацима из 2011. године у општини је живело 355 становника, а густина насељености је износила 19,23 становника/km². Општина се простире на површини од 18,46 km². Налази се на средњој надморској висини од 340 метара (максималној 675 m, а минималној 294 m).

## Демографија
| 1962. | 1968. | 1975. | 1982. | 1990. | 1999. | 2011. |
| ----- | ----- | ----- | ----- | ----- | ----- | ----- |
| 433   | 483   | 409   | 405   | 342   | 403   | 355   |

График промене броја становника у току последњих година